# Филипп I (граф Ганау-Лихтенберга)
Филипп I («старший») Ганау-Лихтенбергский (нем. Philipp I. (der Ältere) von Hanau-Lichtenberg, 8 ноября 1417 — 10 мая 1480) — дворянин Священной Римской империи, основатель линии графов Ганау-Лихтенберг.

## Биография

### Молодые годы
Отцом Филиппа был Рейнхард II (граф Ганау). Так как в доме Ганау с 1375 года был принят принцип первородства, в соответствии с которым лишь старший сын наследовал титул и получал право жениться, то Филипп, бывший вторым сыном, должен был избрать духовную карьеру, однако по неизвестной причине он вместо этого выбрал военную стезю. Известно, что в 1448 году он сражался на стороне Клевского герцогства против Кёльнского княжества-архиепископства.
В 1451 году скончался отец Филиппа, а 10 месяцев спустя умер унаследовавший титул старший брат Филиппа — Рейнхард III. Филиппу-младшему — сыну и наследнику Рейнхарда III — было в это время всего четыре года, и перед домом Ганау встала дилемма:
- во-первых, можно было продолжить соблюдать принцип первородства, надеясь, что Филипп-младший доживёт до взрослого возраста, женится и у него родится сын, который продолжит династию. Плюсом этого варианта было то, что все наследственные владения останутся единым целом; минусом — то, что имелся риск пресечения династии.
- во-вторых, можно было нарушить принцип первородства и создать новую линию рода, позволив Филиппу-старшему жениться. Плюсом этого варианта было сильное повышение вероятности выживания династии, минусом — неизбежный раздел наследственных владений. Этот вариант требовал быстрых действий, так как Филиппу-старшему было уже 35 лет, что в XV веке считалось солидным возрастом.

Оттон I (пфальцграф Мосбаха), который являлся дедом Филиппа-младшего и был одним из его опекунов, выступал резко против раздела. Вдовствующей графине Катерине Нассау-Байльштайнской (супруге покойного Рейнхарда II, которая являлась матерью Филиппа-старшего и бабушкой Филиппа-младшего) было всё равно, через кого из её потомков продолжится род. Сторонники Филиппа-старшего, среди которых были представители руководства важнейших организаций графства и входивших в него городов — организовали кампанию в его поддержку, завалив Оттона I письмами (в настоящее время находятся в архиве земли Гессен), в которых требовали разрешить Филиппу-старшему вступить в брак.

### Раздел графства Ганау
В 1457 году скончалась Маргарет Мосбахская (мать Филиппа-младшего и дочь Оттона I), и у Оттона I не осталось причин сопротивляться разделу. В соответствии с договором, вступившим в силу в январе 1458 года, Филипп-старший получил во владение земли графства, лежавшие южнее реки Майн (где располагался амт Бабенхаузен); также ему досталась доля графства в городе Умштадт. Несмотря на то, что это была небольшая доля земель графства, Филипп-старший был счастлив от того, что он теперь получил право жениться.

### Граф
Получив собственное графство, Филипп-старший стал единственным опекуном своего племянника (таким образом, графство Ганау фактически продолжало оставаться под единым управлением до наступившего в 1467 году совершеннолетия Филиппа-младшего). Он переехал в Бабенхаузен, сделав тамошний замок своей резиденцией.
На политическом поприще Филипп кооперировался с ландграфом Верхнего Гессена Генрихом III, курфюрстом Пфальца Фридрихом I, графами Хеннеберга и Кёльнским курфюрстом-архиепископом Рупрехтом Виттельсбах-Пфальцским. В 1468 году он издал декрет о введении в своей части графства принципа первородства, аналогично действовавшему в 1375 году во всём графстве Ганау. Филипп принимал на стороне императора Фридриха III участие в войнах против Франции (из-за вопроса о Бургундском наследстве) и против турок.
В 1480 году скончался последний правитель Лихтенберга — Якоб Бородатый, и бывший женатым на его покойной племяннице Филипп от имени своих детей унаследовал половину его владений в нижнем Эльзасе вместе с его столицей Буксвиллером. В результате его владения выросли с крошечного клочка до земель, по площади не уступавшим другой части бывшего графства Ганау, и их стали называть графством Ганау-Лихтенберг.
Сам Филипп скончался 10 мая 1480 года — через день после подписания соглашения о разделе наследства Якоба Бородатого с Симоном IV Векером (который был женат на другой племяннице покойного).

## Семья и дети
6 сентября 1458 года Филипп женился в Ханау на Анне Лихтенбергской (1442—1474). У них было семеро детей:
1. Иоганн (1460—1473)
2. Филипп II (1462—1504), унаследовавший титул
3. Маргарет (1463—1504), которая вышла замуж за графа Адольфа III Нассау-Висбаден-Идштайнского
4. Людвиг (1464—1484)
5. Анна (?-1491), ставшая монахиней Мариенборнского аббатства
6. Дитер (1468—1473)
7. Альбрехт (1474—1491)

Кроме того, у Филиппа была как минимум одна внебрачная связь, от которой он имел двух сыновей:
1. Иоганн Ганау-Лихтенбергский (упоминается в документе 1463 года), ставший священником
2. Рейнхард Ганауэр (упоминается в документе 1512 года), ставший пробстом в Нёвиллере